# Parafia świętych Apostołów Piotra i Pawła w Rużu
Parafia pw. Świętych Apostołów Piotra i Pawła w Rużu – parafia rzymskokatolicka należąca do dekanatu dobrzyńskiego nad Drwęcą, diecezji płockiej, metropolii warszawskiej. 
Przypuszcza się, że mogła być erygowana w XII wieku, istniała na pewno od początku XV wieku (znany jest proboszcz z 1402 roku).

## Kościoły filialne
Kościoły filialne to: 
- kościół pw. św. Anny w Zbójnie
- kościół pw. Miłosierdzia Bożego w Ugoszczu[1]

## Obszar parafii
W granicach parafii znajdują się miejscowości:

- Łukaszewo
- Giżynek
- Ruże
- Rudusk
- Ugoszcz
- Wojnowo
- Zbójenko
- Zbójno